# Caldes d'Estrac
Caldes d'Estrac (Catalansk udtale: [ˈkaɫdəz ðəsˈtɾak]) er en catalansk by i comarcaet Maresme i provinsen Barcelona i det nordøstlige Spanien. Byen har 3.259(2024) indbyggere og dækker et areal på 0,90 km². Den er beliggende mellem byerne Sant Andreu de Llavaneres og Arenys de Mar, og ligger omkring fem kilometer fra Mataró, hovedstaden i comarcaet. Caldes d'Estrac betjenes af Rodalies de Catalunya, der bl.a. opererer mellem Barcelona og Maçanet-Massanes.